# ラジオ体操のうた
『ラジオ体操のうた』（ラジオたいそうのうた）は日本放送協会（NHK）のラジオ番組『ラジオ体操』のテーマ曲である。『ラジオ体操の歌』とも表記される。
現行のものは3代目である（2024年現在）。

## 初代
作詞：小川孝敏・作曲：堀内敬三。1931年（昭和6年）7月に発表され、同年に日本ビクターからリリースされた。

### シングル収録曲（初代）
1. ラジオ体操の歌
  - 作詞：小川孝敏、作曲：堀内敬三、歌：内田栄一、演奏：日本ビクター管絃楽団
2. ラジオ体操
  - 演奏：日本ビクター管弦楽団、号令：江木理一

## 2代目
作詞：脇太一・作曲：大中恩。1951年（昭和26年）9月に発表された。

### シングル収録曲（2代目）
1. ラジオ体操の歌（簡易保険局・NHK制定）
  - 作詞：脇太一、作曲：大中恩、歌：藤山一郎、コロムビア合唱団、演奏：コロムビアオーケストラ
2. 新ラジオ体操
  - 作曲：服部正、ピアノ：丹生健夫

## 3代目
作詞：藤浦洸、作曲：藤山一郎。1956年（昭和31年）9月に発表され、以後現在まで放送されている。早朝の回のみ茨木市立北中学校の合唱版が流れている。なお、ラジオ体操以外ではCMソングにも使われていたり、またアーティストによるカバーもされている。
1958年（昭和33年）6月に「ラジオ体操の歌」の曲名で日本コロムビアから藤山一郎の歌で発売されている。

### シングル収録曲（3代目）
1. ラジオ体操の歌（郵政省簡易保険局・NHK制定）
  - 作詞：藤浦洸、作曲：藤山一郎、歌：藤山一郎、コロムビアひばり児童合唱団、演奏：コロムビアオーケストラ
2. ラジオ体操の歌（行進曲）
  - 作曲：藤山一郎、演奏：コロムビアオーケストラ

## CMでの使用
3代目
- 2013年にカゴメ「野菜生活100」- 新しい朝篇｡ で、早見あかりが朝日の登る時間に太陽の方を見ながら野菜生活を飲むシーンで使われている。歌っているのは奇妙礼太郎[4]｡
- 2019年4月にカルビー「フルグラ」で、歌詞の一部をオリジナルにした替え歌を使用[5]。
- 2020年6月よりダイハツ「新型タフト」- 「プロローグ」篇にて、替え歌を使用[6]。
- 2020年に養命酒製造「養命酒」 - 希望の朝篇。で、草刈正雄が歌詞の一部を朗読している[7]。
- 2022年12月にかんぽ生命保険「うごかそう、みんなで。」で替え歌を使用。
- 2023年1月よりマクドナルドの朝マック -アツアツの朝「ソーセージエッグマフィン」篇にて、替え歌を使用[8]。

## 映画・テレビ番組での使用
3代目
- GANTZ（テレビアニメ、2004年・実写映画、2011年）
- みかづき（土曜ドラマ、2019年） - 替え歌を使用。

## カバーしたアーティスト
3代目
- 東京放送児童合唱団（ピアノ：大久保三郎）